# Adam Jeppesen
Adam Jeppesen (født 1978 i Kalundborg) er en dansk billedkunstner.
Adam Jeppesen er uddannet fra Fotoskolen Fatamorgana – Danmarks Fotografiske Billedkunstskole i 2002, men arbejder i dag indenfor en række medier foruden fotografiet. I sit arbejde eksperimenterer Jeppesen med forskellige materialer og printteknikker såsom print på tekstil. I mange af sine værker arbejder Jeppesen på allegorisk vis med tiden som en evigt tilstedeværende faktor i de tværkulturelle udfordringer, som vi står overfor i dag. Herunder den hastige udvikling af nye teknologier og hvad der kan betegnes som åndelig udmattelse. Disse tematikker kommer både til udtryk i Jeppesens fotografiske værker, hvor tiden efterlader spor i materialet, og i hans installationsværker, hvor både livets og den fysiske verdens forgængelighed afdækkes. Det er det skadede, forkastede og uperfektes æstetiske værdi, der arbejdes med i værkerne, som også er karakteriserede ved et stort forudgående arbejde - både før og efter deres fremkaldelse.
Jeppesen opnåede international anerkendelse med serien Wake, der i 2008 blev udgivet i bogformat af Steidl. I 2009 blev Jeppesen nomineret til både Deutsche Börse Photography Prize og KLM Paul Huf Award, og Jeppesens værker har været udstillet over hele verden. Mange af værkerne indgår i dag også i både private og offentlige samlinger, såsom Denver Art Museum (USA), Statens Kunstfond, Kulturrådet i Sverige og Det Nationale Fotomuseum. Adam Jeppesen bor og arbejder i Buenos Aires, Argentina.

## Hovedværker og -udstillinger

### Wake
Serien Wake er blevet til over en periode på syv år, og i 2008 blev serien udgivet som bog af det tyske forlag Steidl. Seriens fotografier er taget i løbet af forskellige rejser, hvor Jeppesen har været udsendt på opgave. Fotografierne dokumenterer på den måde de konstant skiftende omgivelser, men i stedet for at understøtte forestillingen om en særlig nordisk melankoli, rekonstruerer Jeppesen i stedet fortællingen og gør den til en intuitiv og drømmelignende sekvens, der afspejler både den følelsesmæssige og æstetiske klarhed, som ensomhed kan give.. Og i de tomme landskaber, rum og gader, som er inkluderet i bogudgivelsen, er der altså kun få personer til stede foruden den rejsende selv.
Værkernes format er desuden inspireret af den tyske tradition indenfor dokumentarisk fotografi, der er kendetegnet ved sin tendens til klassifikation. På samme måde fungerer Wake som et visuelt indeks over den omkringliggende natur, men også over det umiddelbart udefinerbare. For som titlen også antyder, befinder værkerne sig et sted mellem mørke og tusmørke, og de tilslører på den måde ligeså meget som de afslører.

### Flatlands Camp Project
Flatlands Camp Project var i 2012 udstillet på Det Nationale Fotomuseum i København. Serien består af en række landskabsfotografier, der er taget under en 487 dages lang rejse fra Arktis, gennem Nord- og Sydamerika, til Antarktisk. Under denne omfattende rejse udforskede Jeppesen ensomheden og hvordan det påvirker hukommelsen at være alene over en længere periode.
Selvom billederne bærer aftryk af personlige erfaringer, indtryk og oplevelser, er der ikke tale om private fotografiske optegnelser, og de enkelte værker har altså ikke megen lighed med det almindeligt kendte rejsefotografi. I stedet fremstår de melankolske og drømmelignende, og den analoge film, hvormed de er taget, indeholdte både skader, fejl, folder og andre fysiske spor, hvilket også har sat sine spor i de endelige værker. Disse spor er med til at erodere de oprindeligt skarpe og klare billeder, på samme måde som både tid og følelsesmæssig afstand kan være med til at erodere ens oprindelige oplevelse af et sted. Denne forgængelighed og skrøbelighed findes også i Adam Jeppesens senere værker, eksempelvis i den monumentale installation The Great Filter fra 2019.
I skabelsen af Flatlands Camp Project har skabelsesprocessen været mindst ligeså vigtig som de endelige værker. Det betyder også, at værkerne er produceret over en lang periode efterfølgende. Som et resultat af efterproduktionens kunstneriske indgreb (herunder udskrivningsprocesserne, materialerne og selve præsentationen) omdannes fotografierne til kunstgenstande, der er både mere tredimensionelle og skulpturelle.

### The Pond
Serien The Pond kredser om mosen som allegori og er skabt ud fra en fascination af den nedbrydelse der finder sted, for at noget nyt kan opstå. Det er således det transformative aspekt ved forgængeligheden, som har dannet grobund for serien, der består af kameraløse fotografier af hænder. Værkernes blå tone stammer fra den fotografiske proces cyanotypi (blåtryk), en kemisk proces, der bl.a. gør brug af sollys og hvor salte fra emulsionen er med til at skabe den blå farve. I The Pond arbejder Jeppesen tredimensionelt med blåtrykket gennem en række glastanke, hvori et stykke stof er spændt op i tankens midte.
Det opspændte stykke stof svæver inde i tankene og skaber referencer til et andet element i udstillingen, nemlig en undersøgelse af hænder, der er blevet overført fra negativ til linned gennem brug af cyanotypi. Hænderne er afskåret fra kroppen og skaber derved også en svævende illusion, ligesom stoffet i tankene. Jeppesens kunstneriske praksis kredser ofte om tematikker som identitet og uoverensstemmelser, men serien The Pond arbejder også med en bredere forståelse af kollektivisme gennem hånden som motiv. Hånden bliver i serien et symbol på både selvet og på hele menneskeheden, og denne dualitet er central for serien.

### The Great Filter
I 2019 blev The Great Filter præsenteret på Kunstmuseum Brandts i Odense. Udstillingen bestod af et stort fladt værk støbt i ”porøs” beton, der strakte sig over mere end 150m2 som et landskab af sammenstyrtede former. Næsten som en slags sandslotte, stod de enkelte konstruktioner på række og dannede noget, som beskueren kunne vælge at opfatte som en by i ørkenen. Installationens sider var desuden flankeret af seks skulpturer i samme materiale, der var anbragt i vitriner.
Dette landskab af sandkonstruktioner stod som fastfrosset i nedbrydelsesprocessen, og på den måde befandt værket sig et sted mellem det perfekte og det uperfekte samt mellem skabelse og destruktion, hvilket har været Jeppesens fokus i stor del af hans oeuvre.

## Udvalgte udstillinger
Rencontres Arles / Centre de culture contemporaine de Nantes: On Earth (2020)
FOAM: On Earth (2020)
Kunstmuseum Brandts: The Great Filter (soloudstilling) (2019)
Black Box Projects, Fundamentals (2019)
Montreal Museum of Fine Arts: Of Individuals and Places – Photographs from the Lazare Collection (2019)
Gallery Nouva: Sculptural Landscapes Part 2 (2019)
Museo Nazionale della Montagna: Post Water (2019)
Chapelle de la Trinité: L’art dans les chapelles (2018)
FOAM: Loading… (2018)
C/O Berlin: Back to the Future (2018)
Copenhagen Photo Festival: Sculptural Landscapes (2018)
Denver Art Museum: New Territory (2018)
FOAM: Back to the Future (2018)
Martin Asbæk Gallery: Adam Jeppesen (soloudstilling) (2017)
Kunst Haus Wien: Visions of Nature (2017)
FOAM: Out of Camp (soloudstilling) (2017)
Galerie van der Mieden: The Pond (soloudstilling) (2017)
Bendana Pinel: Extraits de la plaine (soloudstiling) (2017)
C/O Berlin: Out of Camp (soloudstilling) (2016)
Gallery Taik Persons: Vaca Muerta (soloudstilling) (2016)
Museum Het Schip: Touched – Craftmanship in Contemporary Photography (2016)
Fotomuseum Antwerp: Mijn Vlakke Land (2015)
V1 Gallery: Hindsight (2014)
Northern Photographic Center: Rendezvous with nature (2013)
Peter Lav Gallery: På papiret (2013)
Galerie van der Mieden: Flatlands Camp Project (soloudstilling) (2012)
Den Sorte Diamant - Det Nationale Fotomuseum: Flatlands Camp Project (soloudstilling) (2012)
O. Founier: Blue (soloudstilling) (2012)
Peter Lav Gallery: The Flatlands Camp Poject – Beyonder (soloudstilling) (2011)
Multimedia Art Museum: Arctic (2011)
Galleri Image: On Sleepwalking (soloudstilling) (2009)
Peter Lav Gallery: Saimaa (soloudstilling) (2008)
Galleri Hornbæk: The Wake (soloudstilling) (2006)
Faulconer Gallery: Scandinavian Photography II: Denmark (2005)

## Publikationer
Error, Object, Structure. Plethora Magazine, Frederiksberg, 2019. ISBN 978-87-998687-2-8
In Tremolo. Plethora Magazine, Frederiksberg, 2017. ISBN 978-87-998687-1-1
Flatlands. Plethora Magazine, Frederiksberg, 2015. ISBN 978-87-998687-0-4
Wake. Steidl, Göttingen, Tyskland, 2008. ISBN 978-3865216458